# Brühl (stacja kolejowa)
Brühl – stacja kolejowa w Brühl, w kraju związkowym Nadrenia Północna-Westfalia, w Niemczech. Znajdują się tu 2 perony.